# Ольховка (Дубьонський район)
Ольхо́вка (рос. Ольховка, ерз. Ольховка) — селище у складі Дубьонського району Мордовії, Росія. Входить до складу Красинського сільського поселення.

## Населення
Населення — 64 особи (2010; 72 у 2002).
Національний склад (станом на 2002 рік):
- ерзяни — 54 %
- росіяни — 45 %